# Scylaceus pallidus
Scylaceus pallidus är en spindelart som först beskrevs av James Henry Emerton 1882.  Scylaceus pallidus ingår i släktet Scylaceus och familjen täckvävarspindlar. Inga underarter finns listade i Catalogue of Life.